# Kräuselhauben-Perlhuhn

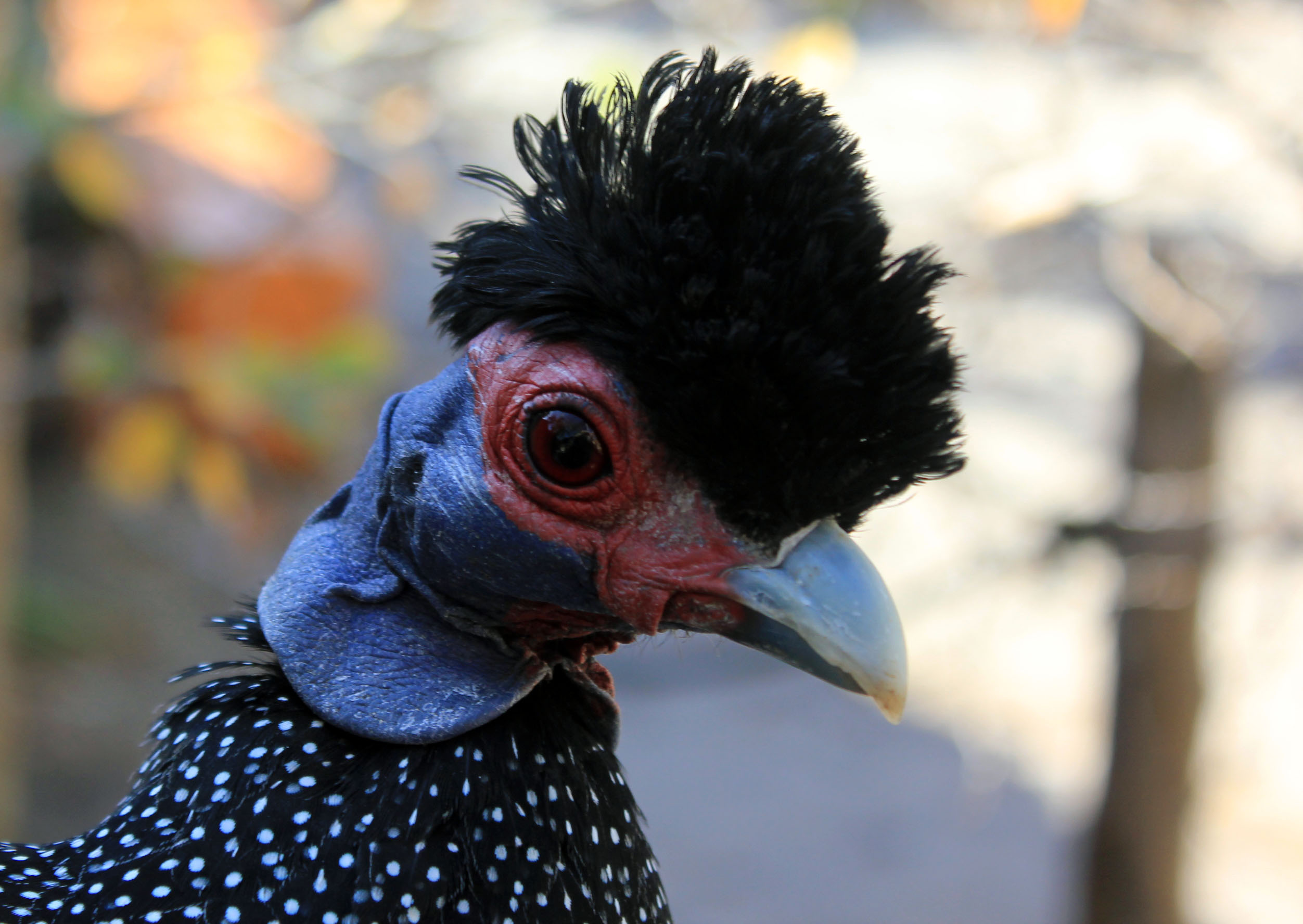
Kopfstudie der Nominatform

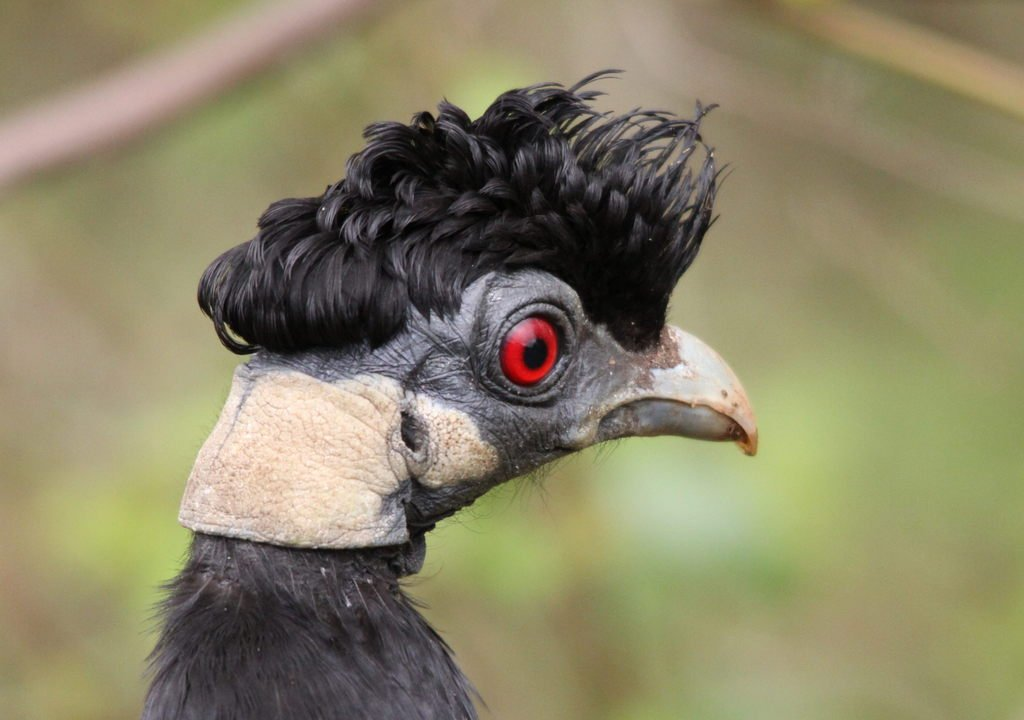
Kopfstudie des Sambesi-Haubenperlhuhns

Das Kräuselhauben-Perlhuhn (Guttera pucherani) ist eine Vogelart aus der Familie der Perlhühner. Das scheue, mittelgroße Perlhuhn ist in Subsahara-Afrika weit verbreitet. Namensgebend ist die dichte schwarze Stirn- und Scheitelhaube aus aufrecht stehenden Federn, die einem Hautkissen aus fettreichem Bindegewebe aufsitzen. Die übrigen Kopfteile und der Oberhals sind bis auf die bei einigen Unterarten vorhandenen wenigen Borstenfedern an der Kinnregion nackt. Es werden mehrere Unterarten unterschieden.
Die Bestandssituation des Kräuselhauben-Perlhuhns wurde 2016 in der Roten Liste gefährdeter Arten der IUCN als „Least Concern (LC)“ = „nicht gefährdet“ eingestuft.

## Beschreibung
Die Nominatform des Kräuselhauben-Perlhuhns erreicht eine Körperlänge von 48 bis 50 cm. Es zählt damit  zu den mittelgroßen Perlhuhnarten und ist etwa so groß wie ein Fasan. Das Gewicht der Männchen liegt zwischen 750 und 1573 g mit einem Durchschnitt von 1149 Gramm.
Ein Geschlechtsdimorphismus ist nicht stark ausgeprägt, Männchen werden aber etwas größer. Die Iris ist braun. Die Beine und Füße sind dunkelbraun bis schwärzlich, von mittlerer Länge und tragen keinen Sporn. Der Schnabel ist bläulich grau und hellt zur Spitze hin auf.
Adulte Vögel tragen eine charakteristische Haube aus steifen, schwarzen, bis zu 2,6 cm langen Federn auf dem Scheitel – ein bezeichnendes Merkmal, das die Art höchstens mit dem nahe verwandten Schlichthauben-Perlhuhn verwechselbar macht. Der übrige Kopf ist bis auf den Nacken unbefiedert und bei der Nominatform kobaltblau mit leuchtend roten Kopfseiten und einem leuchtend roten Kinn.
Das Körpergefieder ist schwarz und relativ dicht mit feinen, bläulich-weißen Punkten bedeckt. Die Außensäume der äußeren Armschwingen sind rahmweiß, die Handschwingen sind isabellgrau. Der kurze, unauffällige Schwanz ist ebenfalls weiß gepunktet. Die Schwingen sind dunkelbraun, die Armschwingen etwas dunkler und tragen unauffällige, weiße Punkte. Die äußeren drei Armschwingen zeigen weiße Außenfahnen, die auf dem geschlossenen Flügel einen Streifen bilden.
Im Jugendkleid sind Kopf und Hals noch von schwarzen Dunen bedeckt. Die Haubenfedern sind kürzer. Oberseite und Flügelfedern sind grau mit schwärzlicher Bänderung. Das Brustgefieder ist schwarzgrau und mit einer feinen weißen Punktierung und Bänderung versehen.

## Stimme
Das Kräuselhauben-Perlhuhn ist weniger ruffreudig als das Helmperlhuhn. Zu den typischen Lauten gehört ein scharfes krek. Nach Nahrung suchende Trupps halten mit leisen chuk-Lauten zueinander Kontakt.

## Unterarten und ihr jeweiliges Verbreitungsgebiet

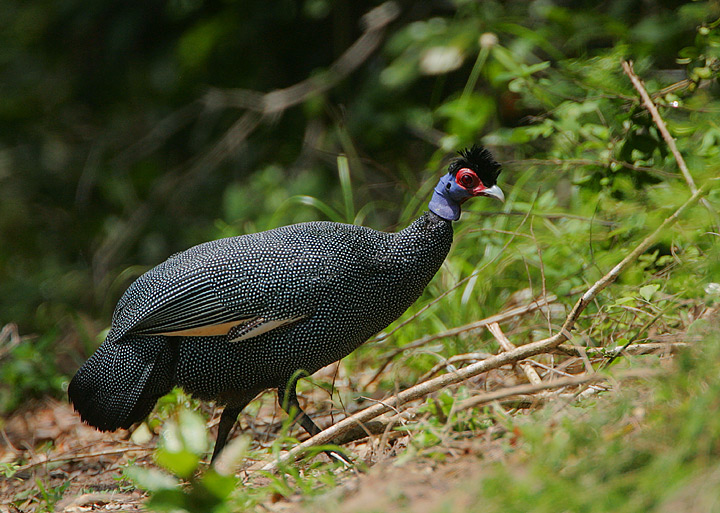
Kenia-Haubenperlhuhn, die Nominatform des Kräuselhauben-Perlhuhns. Aufnahme aus dem Osten Kenias.

Die Zahl der Unterarten war lange Zeit diskutiert. Es wurden bis zu 13 verschiedene Unterarten für dieses Perlhuhn unterschieden.
Aktuell besteht weitgehende Einigung, der Art fünf Unterarten zuzurechnen. Die Unterarten unterscheiden sich am auffälligsten durch die Färbung der ungefiederten Hals- und Kopfpartien. Ihre Färbung reicht von weiß über gelb bis hin zu rot wie bei der Nominatform.
Das Verbreitungsgebiet der Nominatform ist Ostafrika und reicht dort von Somalia bis Tansania. Es wurde zuvor als monotypische Art eingeordnet und entsprechend als Guttera pucherani geführt. Die heute ihm zugerechneten Unterarten wurden als Guttera edouardi geführt. Im Einzelnen werden unterschieden:
- G. p. pucherani (Hartlaub, 1861) – Kenia-Haubenperlhuhn oder Pucheran-Haubenperlhuhn – Somalia bis Tansania, Sansibar und Tumbatu. Dies ist die oben beschriebene Nominatform, die sich durch kobaltblaue und rote unbefiederte Kopfpartien auszeichnet.
- G. p. barbata (Ghigi, 1905) – Malawi-Haubenperlhuhn – Südosten Tansanias bis in den Osten von Mosambik und Malawi. Bei dieser Unterart sind Wangen, Hinterkopf und Kehle schieferfarben, der Hals ist dunkelblau. Bei den meisten Individuen ist das Kinn schütter mit schwarzen borstenartigen Federn bestanden. Die schwarze Halsbefiederung ist ohne Perlflecken und leicht kastanienbraun angehaucht. Sie erstreckt sich bis zur Brustmitte.[6]
- G. p. edouardi (Hartlaub, 1867) – Sambesi-Haubenperlhuhn –  Osten von Sambia bis nach Mosambik und den Osten von Südafrika. Hinterscheitel, Hinterhals, Gesicht und Kehle sind unbefiedert und bläulich schiefergrau. Sie haben eine breite weißgelbe Hautbinde quer über den Nacken, die bis knapp unterhalb der Augen reicht. Die Kinnregion ist mit schwarzen Bürstenfedern schütter besetzt. Ein kastanienbraun bis schwarz getönter Federhalskragen, dem die Perlmusterung fehlt, erstreckt sich bis zur Vorderbrust.[7]
- G. p. sclateri (Reichenow, 1898) – Sclater-Haubenperlhuhn – Nordwesten Kameruns. Die Kopfhaubenfedern dieser Unterart sind in der Stirnregion stets kurz und gerade. Auf dem Scheitel erreichen sie eine Länge bis zu knapp 1,9 Zentimetern. Sie sind weniger stark gekräuselt als bei anderen Unterarten und hängen hinten leicht über. Die unbefiederten Kopf- und Halspartien auf Kinn und Kehle sind rot, ansonsten graublau. Der Halskragen ist schwarz.[8]
- G. p. verreauxi (Elliot, 1870) – Westafrikanisches Haubenperlhuhn – Guinea-Bissau bis in den Westen von Kenia, Angola und Sambia. Kinn, Kehle und Vorderhals sind karminrot, die übrigen unbefiederten Teile sind dunkel stahlblau, in der Augenumgebung sogar schwärzlich. Ein breiter Unterhalskragen und die Kopfregion sind schwarz.[9]

## Lebensweise und Nahrung

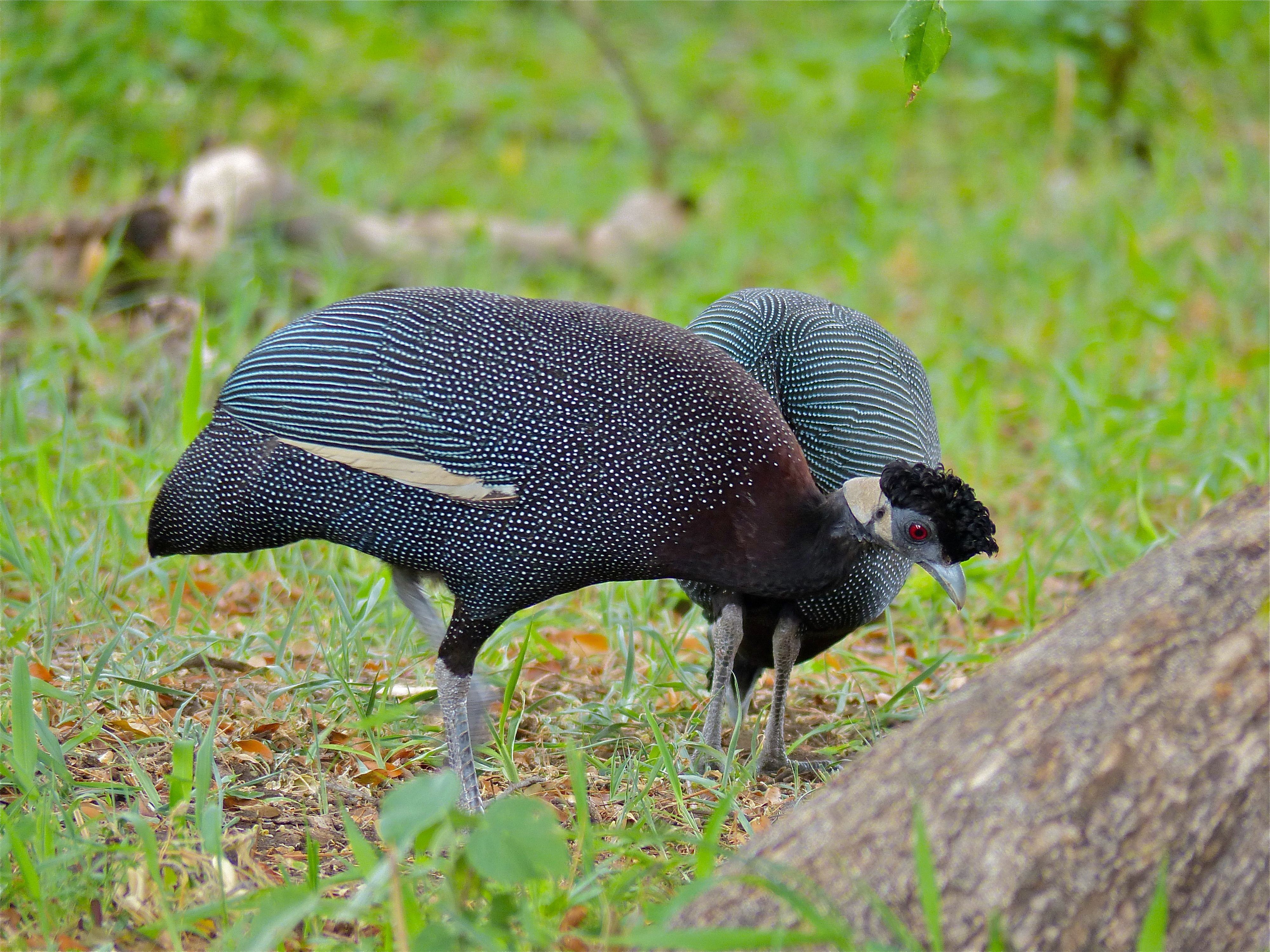
Sambesi-Haubenperlhuhn, eine der Unterarten des Kräuselhauben-Perlhuhns, aufgenommen in Südafrika

Die Nahrung des Kräuselhauben-Perlhuhns besteht aus Samen, Früchten, Blättern sowie Wirbellosen. Sie nehmen auch kleine Schneckenschalen als Ersatz für Gastrolithen auf.
Kräuselhauben-Perlhühner sind sehr soziale Vögel, die den größten Teil des Jahres in Trupps zusammenleben. Solche Trupps umfassen gewöhnlich zwischen 10 und 30 Tiere, in seltenen Fällen kann ein solcher Trupp auch 50 Perlhühner umfassen. Diese Trupps lösen sich zu Beginn der Brutperiode auf.
Sie suchen an Waldrändern oder auf Waldlichtungen nach Nahrung und sind auch gelegentlich entlang von Straßen zu beobachten, die durch Waldgebiete führen. Sie sind sehr scheue Vögel, deren Anwesenheit häufig nur durch die Federfunde auf Waldpfaden feststellbar ist. Mit der Nahrungssuche beginnen sie mit der Morgendämmerung und durchscharren dabei den Waldboden. Häufig folgen sie Affen, die in den Baumwipfeln nach Nahrung suchen, und fressen die Früchte, die diese zu Boden fallen lassen. Während der heißesten Mittagsstunden ruhen sie im dichten Unterholz. Sie nehmen in dieser Zeit aber auch Staubbäder oder suchen eine nahe liegende Wasserstelle auf. In der Dämmerung verlassen sie ihre Nahrungsbäume und baumen in hohen Bäumen auf. Sie nutzen dabei gewöhnlich immer denselben oder einen nahe stehenden Baum. Werden sie durch potentielle Prädatoren gestört, suchen sie Schutz in dichten Baumwipfeln und verharren dort bewegungslos, bis die Gefahr vorüber ist.

## Fortpflanzung
Kräuselhauben-Perlhühner sind monogam und ziehen jährlich eine Brut groß. Das Nest ist eine flache Bodenmulde zwischen trockenen Blättern in dichtem Unterholz. Die Eier sind bei der Eiablage bräunlich-rosa, verschmutzen jedoch im Nest so schnell, dass sie gefleckt wirken. Gelege umfassen gewöhnlich vier oder fünf Eier, selten auch bis zu acht. Gelege mit 10 bis 14 Eiern wurden bereits beobachtet. Solche Gelegegrößen sind jedoch vermutlich darauf zurückzuführen, dass mehrere Weibchen in ein Nest Eier gelegt haben.
Die Eier werden 23 Tage lang allein vom Weibchen bebrütet. Beide Elternvögel führen die Jungvögel. Die Elternvögel und ihre Jungen schließen sich anderen Kräuselhauben-Perlhühnern an, so dass dann größere Trupps entstehen.

## Haltung

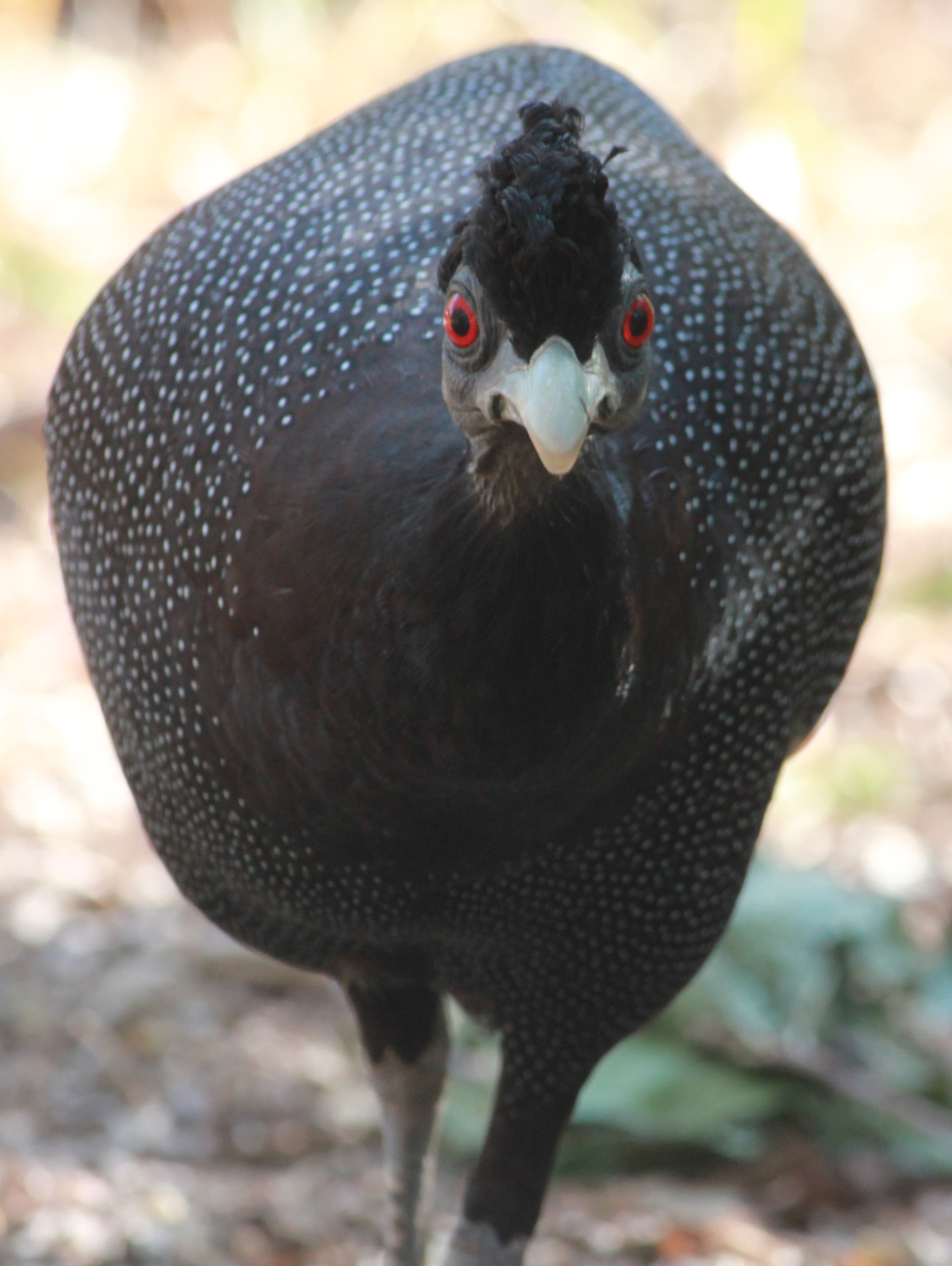
Sambesi-Haubenperlhuhn

Kräuselhauben-Perlhühner werden seit langem in Zoologischen Gärten gehalten.
- Das Westafrikanische Haubenperlhuhn wurde mit vier Exemplaren 1865 erstmals vom Londoner Zoo gehalten. Weitere Importe folgten in den darauf folgenden Jahren, am 28. Juli 1876 gelang erstmals die Nachzucht in diesem Zoo.[8]
- Das Datum der Ersteinführung der Nominatform nach Europa ist nicht gesichert. Es wurde nachweislich ab Juli 1879 gehalten, es gibt aber Indizien, dass diese Unterart dort bereits zuvor gezeigt wurde. Die europäische Erstzucht gelang 1912 in England.[10]
- Der Erstimport des Malawi-Haubenperlhuhns erfolgte 1912 durch den Berliner Zoo.[6]
- Der Erstimport eines Sclater-Haubenperlhuhns erfolgte 1938 durch Lutz Heck. Das Perlhuhn wurde im Berliner Zoo gehalten. Im Londoner Zoo überlebte ein 1948 importiertes Perlhuhn dieser Unterart bis 1964 und erreichte damit ein Lebensalter von mindestens 16 Jahren.[8]
- Der Berliner Zoo zeigte zwischen 1906 und 1908 Sambesi-Haubenperlhühner. Die Art wird grundsätzlich eher selten nach Europa gebracht.[10]

## Trivia
Das Artepitheton pucherani ehrt den französischen Zoologen Jacques Pucheran. Das Sclater-Haubenperlhuhn erinnert an den britischen Ornithologen Philip Lutley Sclater. Die Unterarten-Bezeichnung verreauxi für das Westafrikanische Haubenperlhuhn wiederum ehrt entweder den französischen Naturwissenschaftler Édouard Verreaux (1810–1868) oder seinen Bruder Jules Verreaux, einen Vogel- und Pflanzenkundler.

## Einzelbelege
1. ↑  
Guttera pucherani in der Roten Liste gefährdeter Arten der IUCN 2016. Eingestellt von: BirdLife International, 2016. Abgerufen am 10. Oktober 2017.
2. ↑  Madge, McGowan und Kirwan: Pheasants, Partridges and Grouse. S. 350.
3. ↑  Stimme des Kräuselhauben-Perlhuhns auf Xeno-Canto, aufgerufen am 11. September 2016.
4. 1 2 3 4 5  Madge, McGowan und Kirwan: Pheasants, Partridges and Grouse. S. 351.
5. ↑  Del Hoyo, J., Elliott, A.; Sargatal, J. (2001) Handbook of the Birds of the World Volume 2: New World Vultures to Guineafowl. Lynx Edicions, Barcelona. ISBN 84-87334-15-6
6. 1 2  Raethel: Hühnervögel der Welt, S. 728.
7. ↑  Raethel: Hühnervögel der Welt, S. 729.
8. 1 2 3  Raethel: Hühnervögel der Welt, S. 726.
9. ↑  Raethel: Hühnervögel der Welt, S. 725.
10. 1 2  Raethel: Hühnervögel der Welt, S. 730.
11. ↑  Bo Beolens, Michael Watkins: Whose Bird? Men and Women Commemorated in the Common Names of Birds. Christopher Helm, London 2003, ISBN 0-7136-6647-1, S. 205.